# Joseph Burgel
Joseph Burgel (* 1791; † 1857 in Tunis) war Rabbiner von Tunis.

## Leben
Burgel war Sohn des Großrabbiners Elijah Hai Burgel. Er zählt zu den prominentesten tunesischen Rabbinern des neunzehnten Jahrhunderts. Der Weltreisende Benjamin II. hebt Joseph Burgel als besonders bedeutsam unter den neun jüdischen Richtern (Dayanim) von Tunis hervor. Benjamin II bezeichnet Burgel als gelehrten Orientalisten, der Tag und Nacht studiere und sich nur wenige Stunden Schlaf gönne. Burgel unterhielt auf eigene Kosten eine Jeschiwa und hatte viele Schüler. Er verfasste zwei bedeutende Werke: Zar'a de-Yosef (1849) und Ṿa-yiḳen Yosef (1852). Sein Bruder Nathan, Gelehrter und Philanthrop gab das erste Buch heraus und fügte ein Vorwort hinzu. Sein Neffe Elijah Hai (gest. 1898), Vorsteher (Caid), Maggid und Großrabbiner von Tunis, veröffentlichte das zweite Buch. Burgels Werke erschienen in Livorno in der Toskana bei Mosheh Yeshuʻah Ṭobyano. Livorno war damals einer der wichtigsten Druckorte hebräischer Literatur im Mittelmeerraum. 

## Schriften
- 1849:  זרעא דיוסף,Zar'a de-Yosef, (über Tosafot)[5] OCLC 46710070.
- 1852: ויקן יוסף, Ṿa-yiḳen Yosef(juristische Ratschläge)[6], OCLC 122990151.